# Daytime Emmy Awards 2011
La cerimonia della 38ª edizione dei Daytime Emmy Awards (38th Daytime Emmy Awards) si è tenuta al Las Vegas Hilton di Las Vegas il 19 giugno 2011 e ha premiato i migliori programmi e personaggi televisivi del 2010.
La cerimonia è stata presentata da Wayne Brady ed è stata trasmessa dalla CBS.
Le candidature erano state annunciate l'11 maggio 2011.

## Daytime Emmy Awards
Segue una lista delle principali categorie con i rispettivi candidati. I vincitori sono evidenziati in grassetto in cima all'elenco di ciascuna categoria.

### Soap opera

#### Miglior serie tv drammatica
- Beautiful (The Bold and the Beautiful)
- Febbre d'amore (The Young and the Restless)
- General Hospital
- La valle dei pini (All My Children)

#### Miglior attore in una serie tv drammatica
- Michael Park – Così gira il mondo (As the World Turns)
- Maurice Benard – General Hospital
- Ricky Paull Goldin – La valle dei pini
- Christian LeBlanc – Febbre d'amore
- James Scott – Il tempo della nostra vita (Days of Our Lives)

#### Miglior attrice in una serie tv drammatica
- Laura Wright – General Hospital
- Susan Flannery – Beautiful
- Alicia Minshew – La valle dei pini
- Debbie Morgan – La valle dei pini
- Michelle Stafford – Febbre d'amore
- Colleen Zenk – Così gira il mondo

#### Miglior attore non protagonista in una serie tv drammatica
- Jonathan Jackson – General Hospital
- Doug Davidson – Febbre d'amore
- Brian Kerwin – Una vita da vivere (One Life to Live)
- Billy Miller – Febbre d'amore
- Jason Thompson – General Hospital

#### Miglior attrice non protagonista in una serie tv drammatica
- Heather Tom – Beautiful
- Tricia Cast – Febbre d'amore
- Melissa Claire Egan – La valle dei pini
- Nancy Lee Grahn – General Hospital
- Julie Pinson – Così gira il mondo
- Bree Williamson – Una vita da vivere

#### Miglior giovane attore in una serie tv drammatica
- Scott Clifton – Beautiful
- Chad Duell – General Hospital
- Chandler Massey – Il tempo della nostra vita

#### Miglior giovane attrice in una serie tv drammatica
- Brittany Allen – La valle dei pini
- Lexi Ainsworth – General Hospital
- Emily O'Brien – Febbre d'amore

#### Miglior team di sceneggiatori di una serie tv drammatica
- Febbre d'amore
- Beautiful
- Così gira il mondo
- Il tempo della nostra vita

#### Miglior team di registi di una serie tv drammatica
- Beautiful e Febbre d'amore
- General Hospital
- Una vita da vivere

### Programmi d'informazione e intrattenimento

#### Miglior talk show d'intrattenimento
- The Ellen DeGeneres Show
- Live with Regis and Kelly
- Rachael Ray
- The View

#### Miglior talk show d'informazione
- The Dr. Oz Show
- Dr. Phil
- The Doctors

#### Miglior presentatore di un talk show
- Regis Philbin e Kelly Ripa – Live with Regis and Kelly
- Mehmet Öz – The Dr. Oz Show
- Rachael Ray – Rachael Ray
- Travis Lane Stork, Andrew Ordon, Jim Sears e Lisa Masterson – The Doctors
- Barbara Walters, Whoopi Goldberg, Joy Behar, Elisabeth Hasselbeck e Sherri Shepherd – The View

#### Miglior programma della mattina
- The Today Show
- Good Morning America

#### Miglior programma legale
- Judge Pirro
- Divorce Court
- Judge Judy
- The People's Court
- Swift Justice with Nancy Grace

#### Miglior programma lifestyle
- Martha
- How Do I Look?
- My Generation
- The Nate Berkus Show

#### Miglior game show
- Jeopardy! e Wheel of Fortune
- Cash Cab
- The Price Is Right

#### Miglior presentatore di un game show
- Ben Bailey – Cash Cab
- Wayne Brady – Let's Make a Deal
- Todd Newton – Family Game Night
- Meredith Vieira – Who Wants to Be a Millionaire

#### Miglior programma culinario
- Avec Eric
- America's Test Kitchen
- Cook's Country
- Lidia's Italy
- Paula's Best Dishes
- Secrets of a Restaurant Chef

#### Miglior presentatore di un programma culinario o lifestyle
- Martha Stewart – The Martha Stewart Show
- Christopher Kimball – America's Test Kitchen
- Nate Berkus – The Nate Berkus Show
- Paula Deen – Paula's Best Dishes
- Anne Burrell – Secrets of a Restaurant Chef

## Premi speciali

### Lifetime Achievement Award
A Pat Sajak e Alex Trebek.

### Riconoscimenti speciali
A Daytime Gives Back, The Oprah Winfrey Show e Susan Lucci.